# Boulevard des Invalides (Bruxelles)
Pour les articles homonymes, voir Boulevard des Invalides.
Le boulevard des Invalides est une rue bruxelloise située sur la commune d'Auderghem reliant le boulevard du Triomphe à la chaussée de Watermael.
Elle a une longueur d'environ 1100 mètres.

## Historique et description
Projeté en 1908 avec bien d'autres voies, ce boulevard est l'un des plus longs chemins tracés sur Auderghem par la commune. 
Il fut soumis à l'autorité pour approbation le 29 octobre 1910.
Les travaux furent entamés fin 1924. Le boulevard fut en grande partie tracé sur l'ancien Sloorendelleveld (le champ des colzas). Un tronçon du vieux chemin no 47, dit le Slooredelleweg a été incorporé au boulevard. 
Le 3 octobre 1924, il fut baptisé boulevard des Combattants, hommage appuyé à nos anciens combattants ayant survécu à la Grande Guerre dont un parti figurait au conseil communal sur les bancs de la majorité. 
Le 20 juin 1925, il faudra revenir sur cette décision parce que trois voies publiques ainsi nommées existaient déjà dans l'agglomération. Depuis lors, la voie s'appelle boulevard des Invalides.
Le prescrit en vertu duquel les maisons construites sur ce boulevard ne pouvaient dépasser la hauteur de deux étages allait changer à partir des années 60. Afin de gérer au mieux les surfaces à bâtir encore disponibles dans la commune, il fut décidé d'autoriser la construction dans cette zone de plus grands immeubles à appartements. Ainsi comptait-on attirer des populations disposant de revenus plus élevés. 

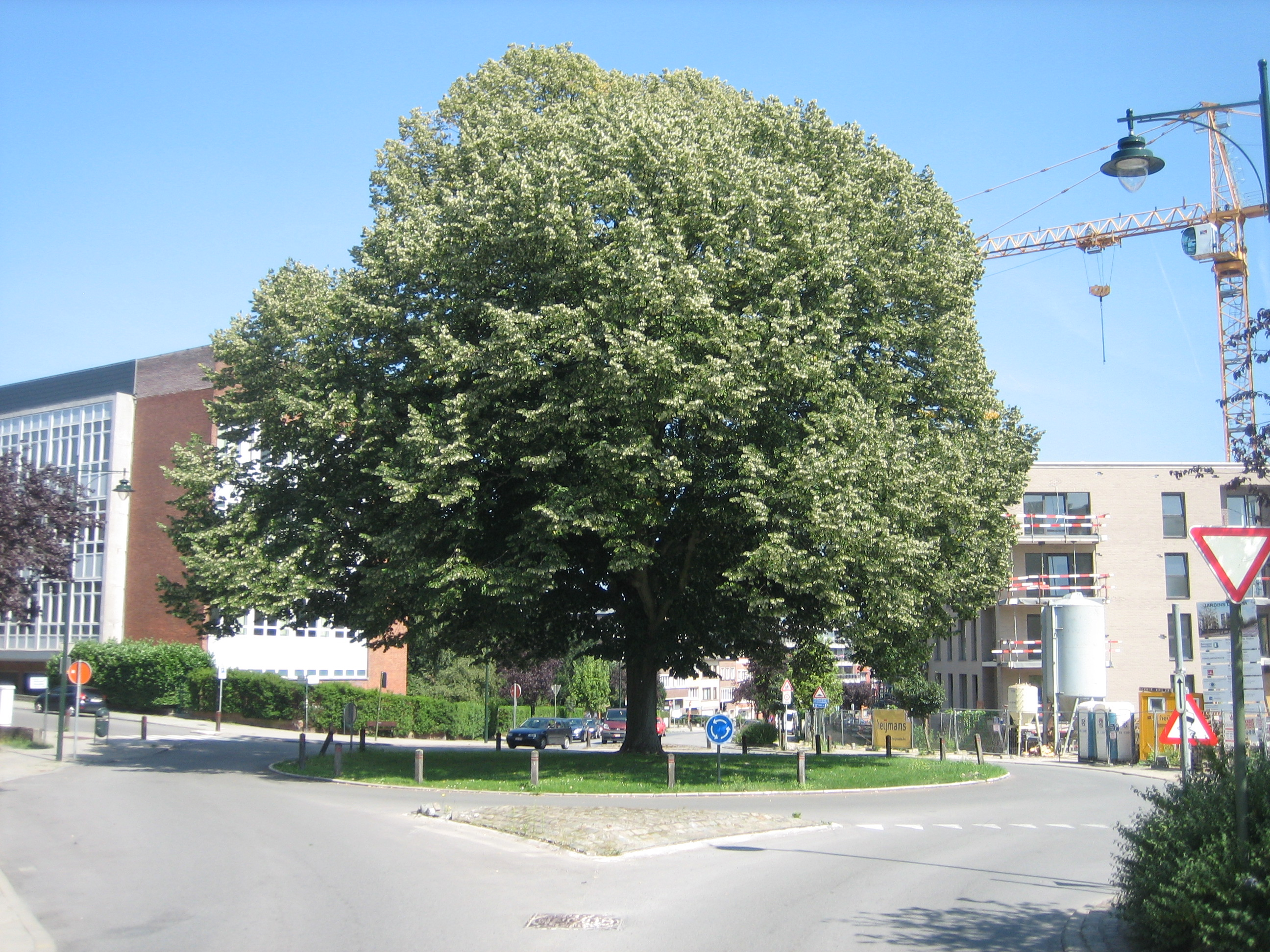
Le tilleul remarquable, Arbre du Centenaire.

### L'arbre du Centenaire
En 1929, il fut décidé au Palais des Académies à Bruxelles, que toutes les communes de Belgique planteraient un arbre à l'occasion du centenaire de l'indépendance de la Belgique. Par ce geste on voulait attirer l'attention de la postérité sur l'indépendance du pays. Auderghem planta son arbre (un tilleul) le 12 octobre 1930, à hauteur de l'avenue de l'Église Saint-Julien, où on créa un petit rond-point. L'arbre y est toujours.

### Les ponts aux extrémités du boulevard
Le boulevard des Invalides commence à la chaussée de Watermael où la circulation passait sous un pont ferroviaire étroit, ne laissant qu'un passage alternatif aux véhicules qui s'y hasardaient. Un passage complémentaire y fut aménagé à la fin des années 50 pour faciliter la circulation dans les deux sens. Cette solution de secours était horrible mais la réalisation de l'E411 a permis la mise en place d'un nouveau carrefour et pont.
Le boulevard se heurtait également à sa fin à un passage étroit canalisant la circulation passant au-dessus de la voie ferrée Hal-Schaerbeek. Sur ce pont, deux camions ne pouvaient se croiser qu'en redoublant de prudence. La construction de la station de métro Delta permit d'adaptater le pont pour que les dizaines de milliers de véhicules puissent tous les jours le traverser.
- Premier permis de bâtir délivré le 17 juillet 1926 pour le no 149.

## Situation et accès
| ___ | Ce site est desservi par les stations de métro : Demey et Delta. |